# Rhinosolea microlepidota
A Rhinosolea microlepidota a csontos halak (Osteichthyes) főosztályának a sugarasúszójú halak (Actinopterygii) osztályába, ezen belül a lepényhalalakúak (Pleuronectiformes) rendjébe és a nyelvhalfélék (Soleidae) családjába tartozó faj.
Nemének egyetlen faja.

## Előfordulása
A Rhinosolea microlepidota elterjedési területe az Csendes-óceán északnyugati része, a Japán Rjúkjú-szigetek közelében.

## Megjelenése
Ez a halfaj legfeljebb 2,4 centiméter hosszú.

## Életmódja
A Rhinosolea microlepidota szubtrópusi, tengeri, fenéklakó halfaj.